# Michael Umlauf
Pour les articles homonymes, voir Umlauf.

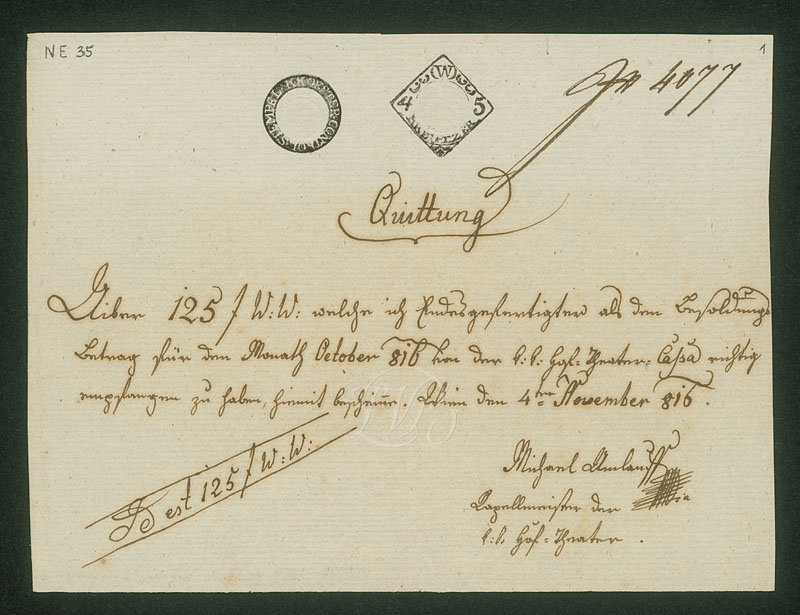
Quittance du Kapellmeister Umlauf au Théâtre de la Cour, octobre 1816

Michael Umlauf (né le 9 août 1781 à Vienne et mort le 20 juin 1842 à Baden), est un compositeur, chef d'orchestre et violoniste autrichien. Son père, Ignaz Umlauf, était aussi un compositeur. Sa sœur Elisabeth Hölzel (née Umlauf) a eu une carrière de contralto et son neveu Gustav Hölzel a été un important baryton-basse.

## Biographie
Umlauf est né à Vienne. À un âge précoce, il est devenu violoniste dans l'orchestre de la cour de Vienne. Ses premières compositions connues étaient une série de partitions de ballet pour les théâtres de la cour en date du 1804. Il est répertorié dans les archives de 1809 du théâtre comme adjoint du Kapellmeister Adalbert Gyrowetz. Dans celles de 1815, il avait avancé de la quatrième place de Kapellmeister à la sixième au Kärntnertortheater. Umlauf a pris sa retraite en 1825 à l'époque de la direction de Barbaia de l'Opéra de la Cour, et s'est présenté sans succès pour le poste de second Kapellmeister à la Stephansdom. C'est avant 1840 qu'il a de nouveau réapparu, cette fois comme directeur musical de deux théâtres de la cour, mais sa longue absence l'avait tout à fait déconnecté de la réalité et il se retira bientôt de nouveau, pour mourir à Baden près de Vienne peu de temps après.
Le nom de Umlauf est surtout associé à celui de Ludwig van Beethoven, dont il a dirigé les œuvres à de nombreuses reprises. En 1814, il a dirigé la création de la révision finale de Fidelio,. Dix ans plus tard, il a dirigé la création de la Neuvième Symphonie de Beethoven le 7 mai 1824,.

## Compositions
Parmi les compositions de Umlauf sont surtout connus ses musiques de ballet, en particulier Paul und Rosette oder die Winzer (5 mars 1806), Amors Rache (18 octobre 1804), das eigensinnige Landmädchen (9 avril 1810) et quatre Singspiele: Die Herrenhuterin (1804), Das Fest der Freude und der Liebe (1806), Der Grenadier (8 juillet 1812) et Das Wirtshaus von Granada (1812).
En 1823-1824, il a été l'un des 50 compositeurs qui ont composé une variation (la variation 44) sur une valse de Diabelli pour le Vaterländischer Künstlerverein.